# Cinisello Balsamo
Cinisello Balsamo är en ort och kommun i storstadsregionen Milano, innan 31 december 2014 i provinsen Milano, i regionen Lombardiet i norra Italien cirka 10 km nordost om Milano. Kommunen hade 75 581 invånare (2018) och gränsar till kommunerna Bresso, Cusano Milanino, Monza, Muggiò, Nova Milanese, Paderno Dugnano och Sesto San Giovanni.